# Hidden Strike
Hidden Strike (xinès simplificat: 狂怒沙暴, pinyin: Kuángnù shābào, també conegut com Project X-Traction en alguns mercats) és una pel·lícula d'acció i aventura de 2023 dirigida i editada per Scott Waugh i escrita per Arash Amel. La pel·lícula és protagonitzada per Jackie Chan, John Cena, Ma Chunrui i Pilou Asbaek.
Hidden Strike es va estrenar el 6 de juliol de 2023 als Emirats Àrabs Units i després es va estrenar el 28 de juliol de 2023 als Estats Units i internacionalment a través de Netflix.
Va rebre crítiques negatives de la crítica i tingué un rendiment baix a la taquilla, recaptant 917.381 dòlars contra un pressupost de 80 milions de dòlars. Tanmateix, la pel·lícula es va convertir en la més vista a Netflix a tot el món durant el cap de setmana de llançament, ocupant-se com la pel·lícula número 1 als Estats Units i a 53 països més, sense cap promoció de la plataforma. Va romandre com a pel·lícula número 1 dels EUA i del món a Netflix durant 2 setmanes, registrant 56,8 milions de visualitzacions a tot el món en els primers 28 dies de llançament. Va ser la sisena pel·lícula més vista del món a Netflix el 2023.

## Trama
Una refineria de petroli a l'Iraq, propietat de la firma xinesa Unicorp, és atacada per mercenaris liderats per Owen Paddock, exsoldat de les forces especials. "Dragon" Luo Feng dirigeix una empresa de seguretat privada en un esforç per evacuar els empleats civils en un comboi format per onze autobusos al llarg de l'Autopista de la Mort cap a la seguretat de la Zona Verda. Abans d'entrar a l'Autopista de la Mort, Feng parla amb la seua filla, Mei, per protegir-la, però ella li molesta perquè ell no estava al costat de la seua dona durant la seua mort a causa d'una missió secreta. Encara que Feng assegura que Mei estava protegint el seu país i la seua família, ella encara diu que ell no hi era i que mai no el perdonarà.
Mentrestant, necessitant diners per arreglar un pou en un poble rural, l'antic marine nord-americà Chris Van Horne s'uneix de mala gana al seu germà mercenari Henry per atacar el comboi, que afirmen que estan buscant un home responsable d'atacar-los anys abans. Els mercenaris creen una tempesta de sorra massiva utilitzant un camió coet i l'utilitzen per cobrir el seu atac, en el qual roben dos dels onze autobusos. Després que el comboi de Feng els defense i aclarisca la tempesta de sorra, Feng descobreix que cinc civils seus han sigut segrestats de l'autobús 8, incloent-hi el professor Chang i el seu fill.

## Producció

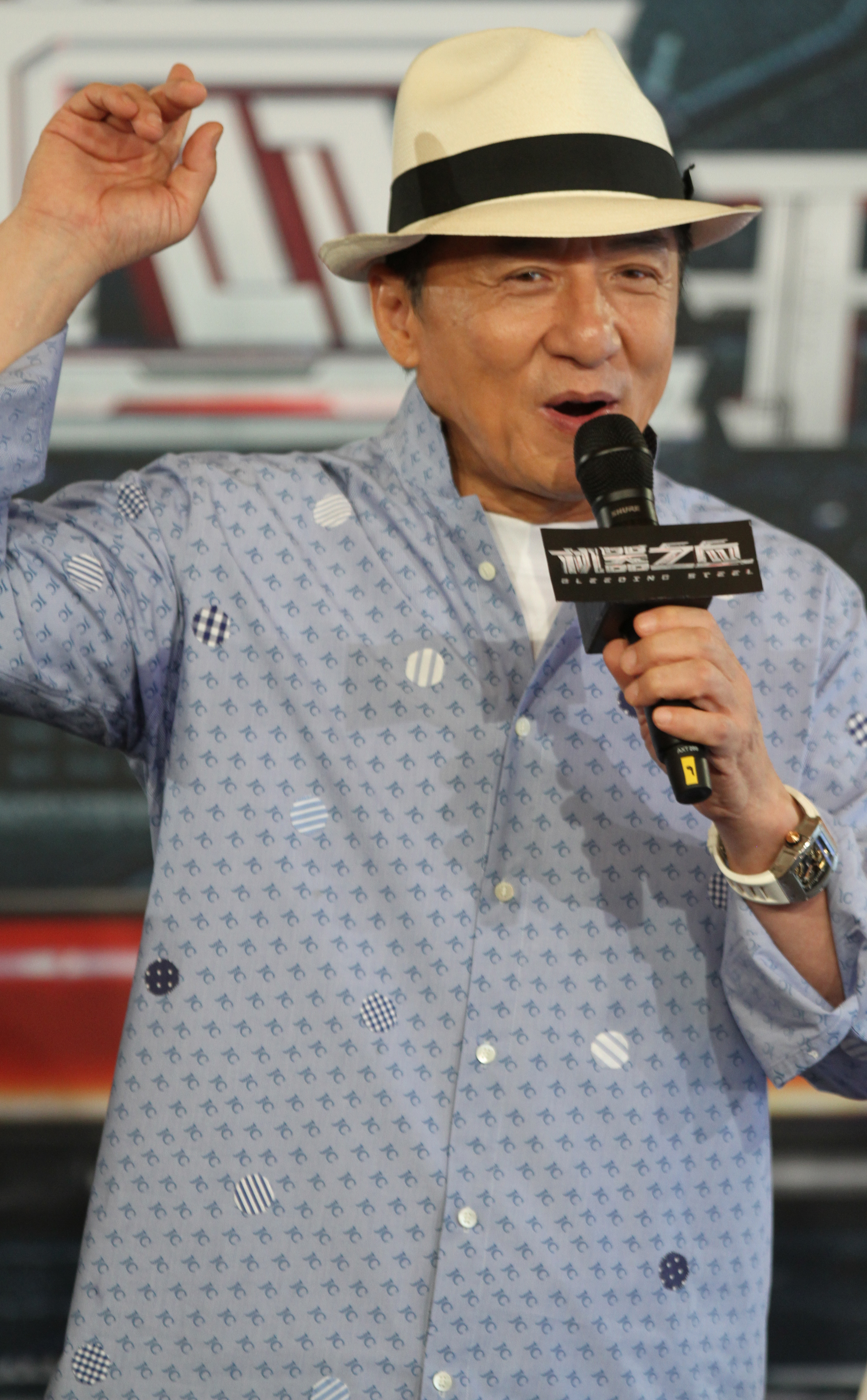
Jackie Chan, protagonista del film.

La pel·lícula es va plantejar originalment com una col·laboració entre Jackie Chan i Sylvester Stallone, però Stallone es va retirar i va ser substituït per John Cena. El film va ser filmat el 2018, amb ubicacions a la Xina fent veure que són l'Orient Mitjà.
La pel·lícula havia sigut coneguda amb diversos títols en la fase de producció, com ara Ex-Baghdad, Project X, Project X-Traction i SNAFU abans de decidir-se per Hidden Strike.

## Estrena
Un tràiler de la pel·lícula es va fer públic el 30 de maig de 2023.
La pel·lícula es va estrenar a les sales el 6 de juliol de 2023, als Emirats Àrabs Units i mercats internacionals selectes, i el 28 de juliol de 2023, als Estats Units i internacionalment a Netflix. La pel·lícula es va convertir en la més vista a Netflix a tot el món durant el seu cap de setmana de llançament, ocupant-se com la pel·lícula número 1 als Estats Units i a 53 països més, sense cap promoció de la plataforma. Va romandre com a pel·lícula número 1 dels EUA i del món a Netflix durant 2 setmanes, registrant 56,8 milions de visualitzacions a tot el món en els seus primers 28 dies de llançament.

## Recepció
Rotten Tomatoes, un agregador de ressenyes, informa que el 24% dels 17 crítics enquestats van donar a la pel·lícula una crítica positiva.
Chase Hutchinson de Collider va donar a la pel·lícula una nota "D", criticant la trama, l'acció i l'ús excessiu dels efectes generats per ordinador, i la manca de química entre Chan i Cena. James Marsh, del South China Morning Post, que va donar a la pel·lícula 1 de cada 5 estrelles, també va assenyalar la manca de química entre les dos estreles i va dir que la història era "un tema cansat, segons els números" amb "decebedora" acció.
Altres crítics van fer crítiques més favorables. Si Jia, de Geek Culture, va donar a la pel·lícula un 6.1 sobre 10 i va escriure: "Vine per l'acció, queda't per la deliciosa química entre Chan i Cena, però no hi ha molt més. Tot i que Hidden Strike té la seua part d'encant, en última instància és una excursió oblidable que serveix com a pur entreteniment de bufes de dasca i probablement es convertirà en un record llunyà en uns mesos". Neil Soans de The Times of India va donar 3 de 5 estrelles i va escriure "Cap de les estreles és prescindible a causa del seu gran poder d'atracció, però això s'espera d'un èxit de taquilla impulsat per celebritats que probablement conduisca a una seqüela si esta ho fa prou bé, Hidden Strike, una pel·lícula amb mort cerebral però divertida, aprofita al màxim les habilitats de Chan i Cena per entretindre a la pantalla".